# NGC 5726
NGC 5726 ist eine 12,9 mag helle Linsenförmige Galaxie vom Hubble-Typ E-S0 im Sternbild Waage. 
Sie wurde im Jahr 1886 von Ormond Stone entdeckt.